# Scoloplos dendrobranchus
Scoloplos dendrobranchus är en ringmaskart som beskrevs av Hartman 1957. Scoloplos dendrobranchus ingår i släktet Scoloplos och familjen Orbiniidae. Inga underarter finns listade i Catalogue of Life.